# Campeonato Europeu de Futebol Feminino de 2001
O Campeonato Europeu de Futebol Feminino de 2001 foi a 8ª edição do Campeonato Europeu de Futebol Feminino.
A fase final foi disputada na Alemanha. A Alemanha venceu a competição contra a Suécia no último jogo.

## Primeira fase

### Grupo A
| Team       | Pts | J | V | E | D | GM | GS | +/- |
| ---------- | --- | - | - | - | - | -- | -- | --- |
| Alemanha   | 9   | 3 | 3 | 0 | 0 | 11 | 1  | +10 |
| Suécia     | 6   | 3 | 2 | 0 | 1 | 6  | 3  | +3  |
| Rússia     | 1   | 3 | 0 | 1 | 2 | 1  | 7  | -6  |
| Inglaterra | 1   | 3 | 0 | 1 | 2 | 1  | 8  | -7  |

| 23 de junho de 2001 | Alemanha                  | 3–1 | Suécia        | Steigerwaldstadion - Erfurt |
|                     | Müller 42' 65 Meinert 78' |     | Ljungberg 14' |                             |

| 24 de junho de 2001 | Rússia           | 1–1 | Inglaterra | Ernst-Abbe-Sportfeld - Jena |
|                     | Svetlitskaya 62' |     | Banks 45'  |                             |

| 27 de junho de 2001 | Alemanha                                          | 5–0 | Rússia | Steigerwaldstadion - Erfurt |
|                     | Wiegmann 43' Prinz 50' Meinert 69' Smisek 73' 90' |     |        |                             |

| 27 de junho de 2001 | Suécia                                                | 4–0 | Inglaterra | Ernst-Abbe-Sportfeld - Jena |
|                     | Törnqvist 2' Bengtsson 26' Ljungberg 75' Eriksson 80' |     |            |                             |

| 30 de junho de 2001 | Inglaterra | 0-3 | Alemanha                              | Ernst-Abbe-Sportfeld - Jena |
|                     |            |     | Wimbersky 57' Wiegmann 65' Lingor 68' |                             |

| 30 de junho de 2001 | Suécia         | 1–0 | Rússia | Steigerwaldstadion - Erfurt |
|                     | Fagerström 76' |     |        |                             |

### Grupo B
| Team      | Pts | J | V | E | D | GM | GS | +/- |
| --------- | --- | - | - | - | - | -- | -- | --- |
| Dinamarca | 6   | 3 | 2 | 0 | 1 | 6  | 5  | +1  |
| Noruega   | 4   | 3 | 1 | 1 | 1 | 4  | 2  | +2  |
| Itália    | 4   | 3 | 1 | 1 | 1 | 3  | 4  | -1  |
| França    | 3   | 3 | 1 | 0 | 2 | 3  | 4  | -1  |

| 25 de junho de 2001 | Itália         | 2–1 | Dinamarca | Waldstadion - Aalen |
|                     | Panico 12' 72' |     | Bukh 75'  |                     |

| 25 de junho de 2001 | Noruega                                    | 3–0 | França | Donaustadion - Ulm |
|                     | Knudsen 14' Sykora 18' (p.b.) Mellgren 40' |     |        |                    |

| 28 de junho de 2001 | França                          | 3-4 | Dinamarca                                     | Stadion an der Kreuzeiche - Reutlingen |
|                     | Pichon 21' Beghé 27' Blouet 83' |     | Krogh 15', 90' (g.p.) Bonde 19' Andersson 71' |                                        |

| 28 de junho de 2001 | Noruega      | 1–1 | Itália      | Stadion an der Kreuzeiche - Reutlingen |
|                     | Mellgren 16' |     | Guarino 14' |                                        |

| 1 de julho de 2001 | Dinamarca    | 1–0 | Noruega | Waldstadion - Aalen |
|                    | Pedersen 85' |     |         |                     |

| 1 de julho de 2001 | França                         | 2–0 | Itália | Donaustadion - Ulm |
|                    | Pichon 37' Jézéquel 74' (g.p.) |     |        |                    |

## Fases finais
|  | Semifinal | Semifinal |   |  | Final    | Final   |  |
|  |           |           |   |  |          |         |  |
|  |           |           |   |  |          |         |  |
|  | Alemanha  | 1         |   |  |          |         |  |
|  | Noruega   | 0         |   |  |          |         |  |
|  |           |           |   |  |          |         |  |
|  |           |           |   |  |          |         |  |
|  |           |           |   |  | Alemanha | 1(g.o.) |  |
|  |           | Suécia    | 0 |  |          |         |  |
|  |           |           |   |  |          |         |  |
|  |           |           |   |  |          |         |  |
|  |           |           |   |  |          |         |  |
|  |           |           |   |  |          |         |  |
|  | Dinamarca | 0         |   |  |          |         |  |
|  | Suécia    | 1         |   |  |          |         |  |

### Semifinais
| 4 de julho de 2001 | Dinamarca | 0–1 | Suécia      | Donaustadion - Ulm |
|                    |           |     | Nordlund 9' |                    |

| 4 de julho de 2001 | Alemanha   | 1–0 | Noruega | Donaustadion - Ulm |
|                    | Smisek 57' |     |         |                    |

### Final
| 7 de julho de 2001 | Alemanha   | 1–0 (g.o.) | Suécia | Donaustadion - Ulm |
|                    | Müller 98' |            |        |                    |

## Premiações
| Vencedoras do Campeonato Europeu de Futebol Feminino de 2001 |
| ------------------------------------------------------------ |
| Alemanha (5º título)                                         |